# Psychodomorpha
A infraordem nematocerana Psychodomorpha (aqui representada pelo Mosquito-de-banheiro) inclui duas famílias comuns, Psychodidae e Scatopsidae, e outras famílias muito pequenas e raras. Em algumas classificações (por exemplo, o Projeto Web da Árvore da Vida), o grupo é parafilético.

## Ecologia e comportamento
As larvas são semi-aquáticas, vivendo em terrenos alagados ou barrentos, fitotelmata, ou ainda em margens de corpos d´água. Algumas exceções são espécies que se desenvolvem em cogumelos, secreções vegetais, madeira podre, carcaças animais e até fezes. São bastante comuns em banheiros, onde se reproduzem nos ralos e encanamentos de esgoto. Os ovos são depositados emersos, próximo à superfície da água. Uma exceção a esse comportamento é a espécie brasileira amazônica recentemente Psychoda amazonensis, que é vivípara. O desenvolvimento das larvas demora cerca de 16 dias, da pupa 5 dias e os adultos vivem cerca de 10 dias.
Via de regra são inofensivas para humanos e outros animais, porém são considerados por alguns estudiosos um perigo para humanos ou peixes. Por viverem em ambientes contaminados, os adultos podem carrear patógenos no vôo e há até registros de problemas em centros cirúrgicos hospitalares. Embora extremamente raro, são descritos casos de miíase urinária, com identificação de larvas vivas na urina de mulheres, associadas a péssimas condições de higiene. Muitos sanitaristas as consideram espécies benéficas, por alimentarem-se de matéria orgânica de ralos, tubulações e sifões, impedindo seu entupimento. Sugerem até que se evite o uso de inseticidas perto de ralos para conservar estes animais.
A família Psychodidae inclui também espécies hematófagas, muitas delas importantes vetores de doenças humanas, como o mosquito Flebótomo, mas estes pertencem a outra sub-família, e suas larvas não são aquáticas.
Mosquitos-de-banheiro são invasores comuns em filtros de aquários, especialmente filtros de maiores dimensões de lagos externos. É muito frequente a sua presença em meio ao perlon ou outros materiais de filtragem mecânica destes sistemas. 

### Dieta
Alimentam-se de debris orgânicos, algas, fungos e bactérias. Nos esgotos, as larvas se alimentam do biofilme orgânico que se desenvolve na superfície de encanamentos. Larvas destes animais desempenham um papel importante nas estações de tratamento de esgoto industrial. Adultos se alimentam de água suja, ou néctar. Larvas respiram ar através do sifão.